# Martín Gorostegui
Martín Gorostegui (La Plata, 2 de junio de 1975) es un contador público y dirigente del fútbol argentino, expresidente y actual vicepresidente del Club Estudiantes de La Plata desde el 6 de abril de 2024.

## Su infancia
Martín Gorostegui nació en La Plata el 2 de junio de 1975, se crio jugando con sus dos hermanos en el Parque Saavedra y defendía a Calle 13 en los partidos de fútbol que se disputaban entre diferentes cuadras del barrio.
Desde chico frecuentó el viejo estadio de Estudiantes, ya que caminaba junto a sus hermanos por diagonal 78 hasta calle 56, y de ahí hasta Avenida 1, para instalarse en la ochava de 1 y 55 para ver sus primeros partidos como hincha. Luego se hizo una costumbre, hasta que un día se le cruzó la idea de meterse en la vida política del club.

## Su carrera
Gorostegui estudió de chico en el colegio Nacional y luego se recibió de contador público en la Facultad de Ciencias Económicas de la Universidad Nacional de La Plata con 25 años de edad; para luego realizar un Magister en Dirección de Empresas en Universidad del CEMA. 
Dedicó casi toda su vida profesional a ser auditor interno titular del Ministerio de Ciencia, Tecnología e Innovación Productiva de la República Argentina. Hasta que en octubre de 2014 se desempeñó como secretario general en Estudiantes, cargo que comenzaría una carrera de 6 años y medio hasta ser electo presidente.

## El proyecto Estudiantes
Gorostegui viene para continuar y profundizar un trabajo que viene realizando la anterior Comisión Directiva del Club con Verón a la cabeza. Al asumir el cargo Gorostegui dijo:

Les agradezco a todos por la generosidad, la confianza, el respeto y la oportunidad de asumir una responsabilidad tan importante

Pretendemos honrar la memoria de los fundadores del club y el legado de los expresidentes. A Estudiantes se viene a dar

## Palmarés

### Campeonatos nacionales
| Título              | Club             | Sede                | Año  | Cargo          |
| ------------------- | ---------------- | ------------------- | ---- | -------------- |
| Copa Argentina      | Estudiantes (LP) | Lanús               | 2023 | Presidente     |
| Copa de la Liga     | Estudiantes (LP) | Santiago del Estero | 2024 | Vicepresidente |
| Trofeo de Campeones | Estudiantes (LP) | Santiago del Estero | 2024 | Vicepresidente |

Otros logros
- Durante su vicepresidencia se construyó y finalizó el Estadio UNO Jorge Luis Hirschi, con gran mérito al atravesarse una coyuntura compleja a nivel nacional (2014-2019) y al no ser Estudiantes un club con grandes ventajas económicas.